# Essômes-sur-Marne
Essômes-sur-Marne ist eine französische Gemeinde  mit 2.698 Einwohnern (Stand: 1. Januar 2022) im Département Aisne in der Region Hauts-de-France. Sie gehört zum Arrondissement Château-Thierry, zum Kanton Essômes-sur-Marne und zum Gemeindeverband Région de Château-Thierry. Die Einwohner werden Essomois genannt.

## Geografie
Die Gemeinde Essômes-sur-Marne als südwestlicher Vorort der Stadt Château-Thierry liegt am Fluss Marne. Umgeben ist Essômes-sur-Marne von den Nachbargemeinden Bouresches im Norden und Nordwesten, Château-Thierry im Norden und Nordosten, Nogentel im Osten, Chézy-sur-Marne im Süden und Südosten, Azy-sur-Marne und Bonneil im Süden, Charly-sur-Marne im Südwesten, Coupru im Westen sowie Lucy-le-Bocage im Nordwesten. Am nordwestlichen Rand der Gemeinde verläuft die Autoroute A4.

## Bevölkerungsentwicklung
| Jahr      | 1962 | 1968 | 1975 | 1982 | 1990 | 1999 | 2006 | 2012 | 2021 |
| Einwohner | 1690 | 2055 | 2038 | 2321 | 2479 | 2486 | 2444 | 2758 | 2719 |

## Sehenswürdigkeiten
- Abtei von Essômes mit Kirche Saint-Ferréol, Ende des 11. Jahrhunderts als Augustinerkloster gegründet, Brunnen, Monument historique
- protestantische Kirche von Monneaux, im Ersten Weltkrieg schwer beschädigt, 1919 restauriert, Monument historique
- archäologische Reste der Kirche an der Straße nach Château-Thierry, Monument historique
- Schloss Marjolaine, Monument historique
- Villa La Colinette

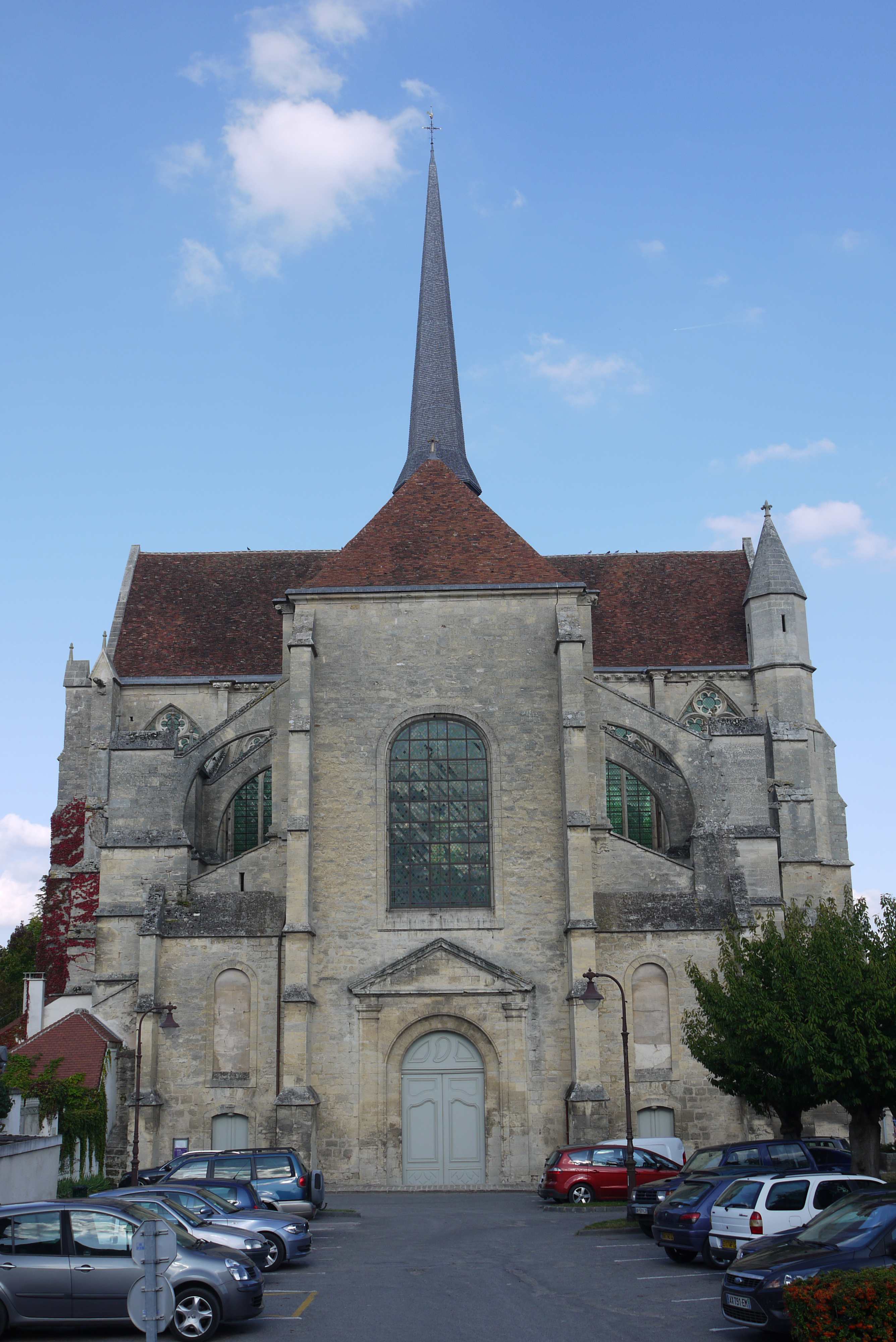
Abtei von Essômes
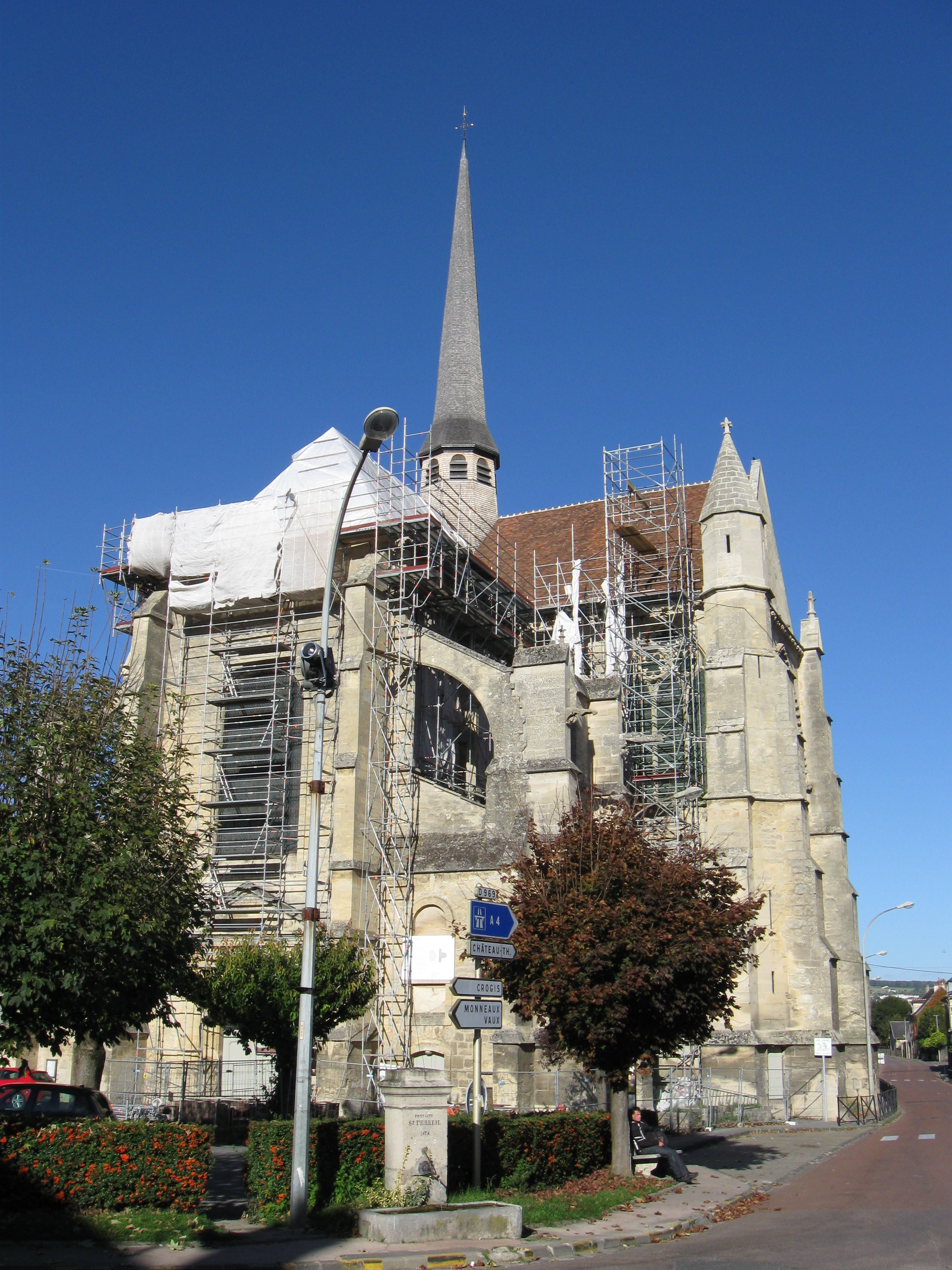
Blick auf die Kirche
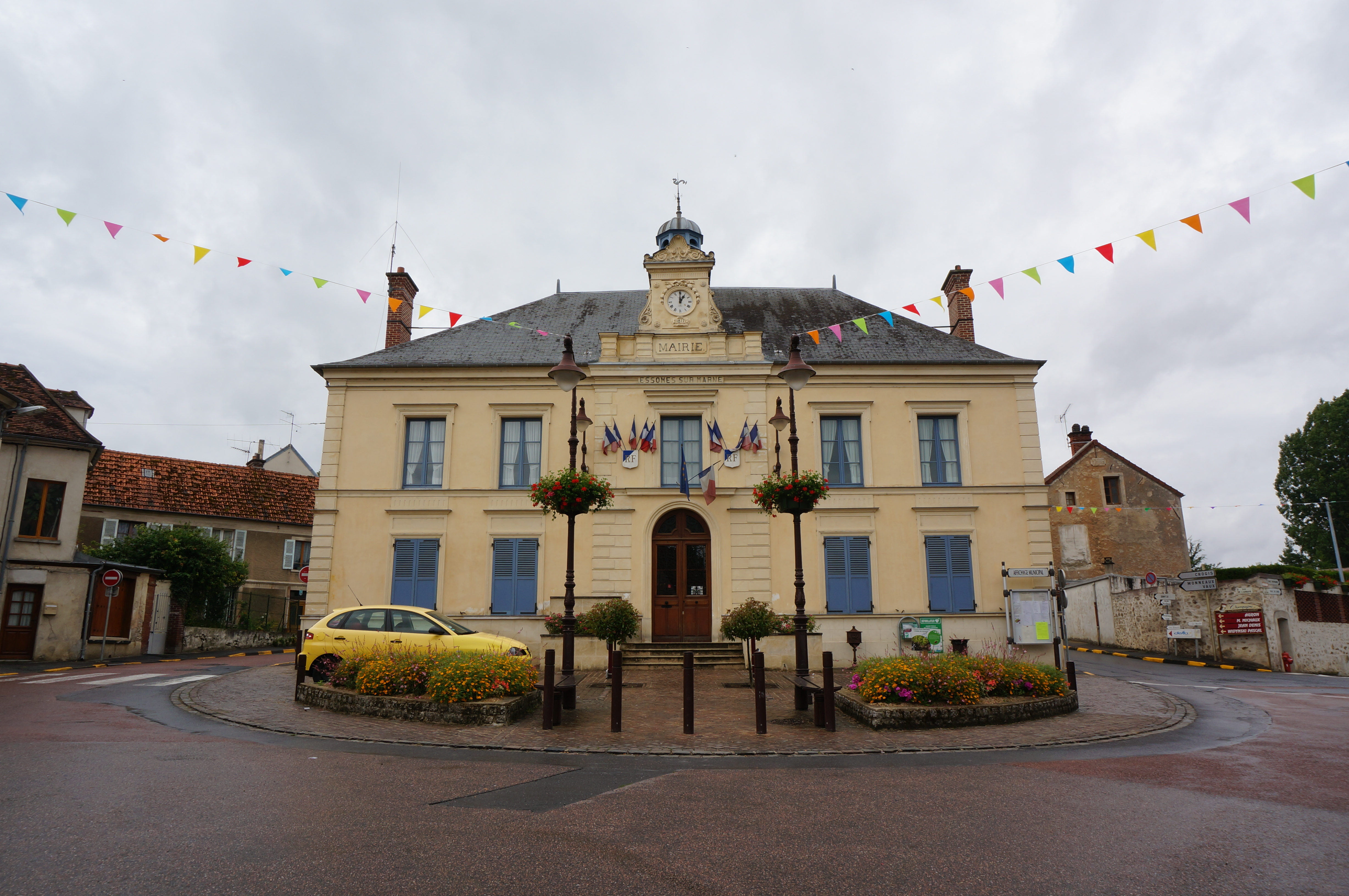
Mairie Essômes-sur-Marne
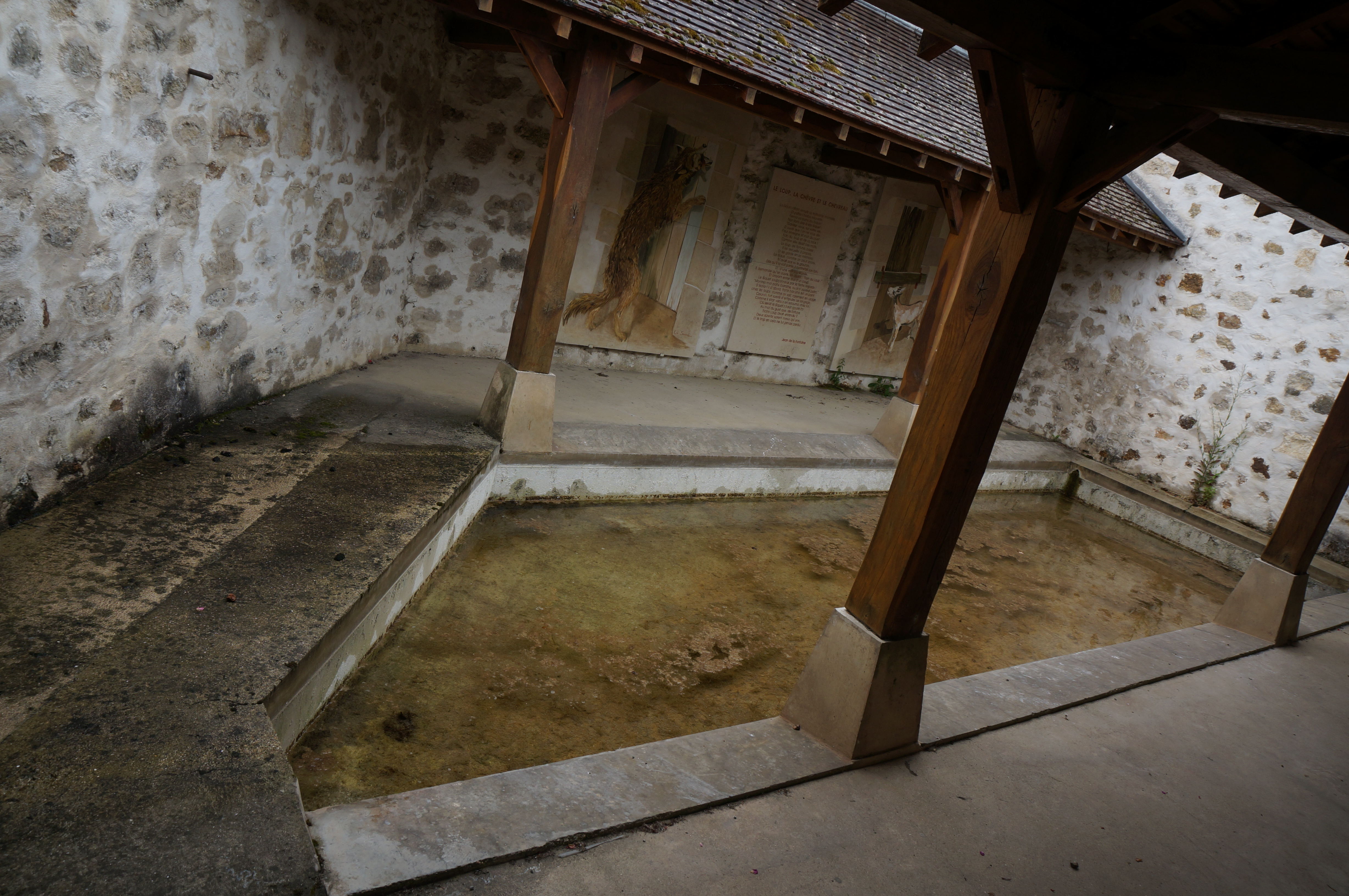
Brunnen

## Persönlichkeiten
- Henri Pille (1844–1897), Maler
- Jean-Jacques Gautier (1908–1986), Schriftsteller